# Amchitka
Amchitka est une des îles Aléoutiennes au large de l'Alaska.
Elle fait environ 68 kilomètres de long et entre 3 et 6 km de large. Elle a un climat océanique, et subit de nombreuses tempêtes. C'est aussi une île volcanique.

## Histoire

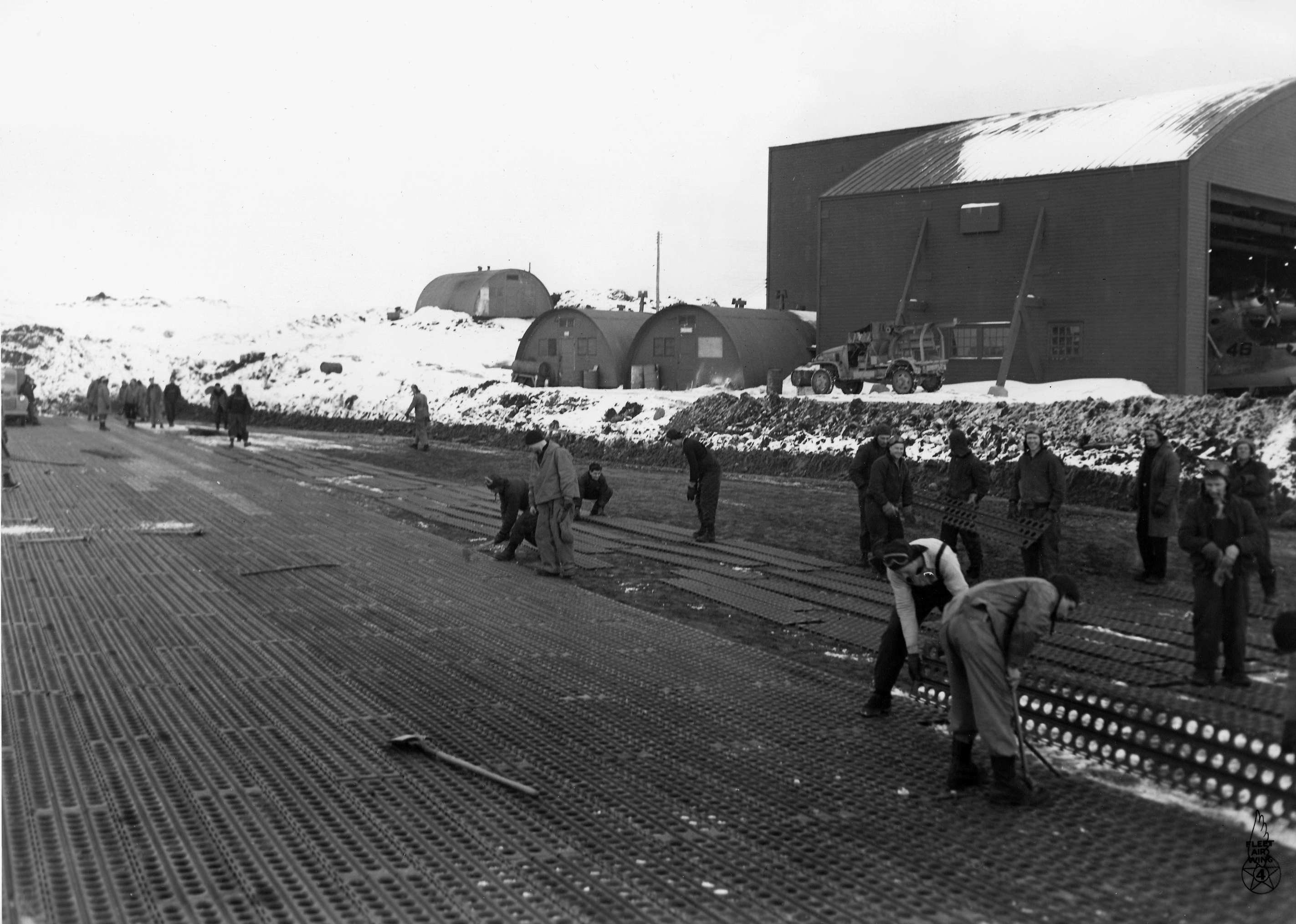
Seabees construisant un tarmac sur Amchitka en 1944.

Pendant la Seconde Guerre mondiale, les Japonais occupèrent l'île lors de la campagne des îles Aléoutiennes, puis les United States Army Air Forces y maintiennent une base jusqu'en 1950.
Elle a été utilisée durant la guerre froide lors de trois essais nucléaires souterrains dont deux bombes thermonucléaires par les militaires américains (premier tir le 29 octobre 1965, second tir le 2 octobre 1969, le dernier tir le 6 novembre 1971). Greenpeace s'est fait connaître en s'opposant à ce dernier essai. Même si ce tir a été reporté à plusieurs reprises et que le navire loué, le Phyllis Cormack, a fait demi-tour puis est rentré à Vancouver après 45 jours de navigation, l'opération a été un succès puisqu'à l'origine, 3 autres essais étaient prévus (source : LCP 10/11/14).

## Source
- (en) Cet article est partiellement ou en totalité issu de l’article de Wikipédia en anglais intitulé « Amchitka » (voir la liste des auteurs).